# 卫朴 (北宋)
卫朴，淮南人，北宋数学家，天文学家。沈括曾举荐卫朴编制历法。在卫朴的协助下，沈括连续五年来每晚三次记录和测绘月亮的运行轨迹，从而修正了关于月亮的运行的误差。